# Содомија
Содомија је термин који се односи на анални секс (а понекад и на орални секс) између двоје људи, као и на све сексуалне радње човека и животиње (зоофилија).